# Edmund Duggan
Edmund Duggan (* 1862 in Lismore; † 2. August 1938 in Melbourne) war ein australischer Schauspieler und Dramatiker irischer Herkunft.
Der Sohn eines Farmers kam im Alter von neun Jahren mit seiner Familie nach Australien, besuchte das St Patrick’s College in Melbourne und arbeitete dann in einem Warenhaus in der Flinders Lane. Mit seinem Bruder Patrick gründete er die Roscians, einen Club, in dem die Werke Shakespeares studiert und bei Wohltätigkeitsveranstaltungen aufgeführt wurden. Im Alter von 22 Jahren beschloss er, eine Laufbahn als professioneller Schauspieler einzuschlagen.
Er sammelte erste Erfahrungen in George Titheradges Company am Gaiety Theatre in Sydney und managte 1890 das Debüt seiner Schwester Eugenie in Romeo und Julia am Theatre Royal in Melbourne. In den 1890er Jahren tourte er mit einer eigenen Schauspielergruppe durch Australien, trat mit Schauspielern wie  Alfred Dampier und Myra Kemble auf und arbeitete mit der Company von Charles Holloway und William Anderson, der mit seiner Schwester Eugenie verheiratet war.
1891 wurde in Sydney sein Melodram The Democrat aufgeführt (Wiederaufnahme unter dem Titel Eureka Stockade 1897 in Adelaide). 1906 produzierte Anderson seine Bearbeitung von  Lady Audley’s Secret. 1907 schrieb er mit Bert Bailey The Squatter’s Daughter. Das Stück wurde ein großer Erfolg in Melbourne und 1910 mit der Originalbesetzung verfilmt. Ebenfalls in u mit Bailey entstand The Man from Outback (1909).
An Andersons King’s Theatre kam 1911 Duggans Stück My Mate (mit der Lesung von Texten Adam Lindsay Gordons) auf die Bühne. 1912 übergab Anderson das King’s Theatre an Bailey mit Julius Grant als Manager und Duggan als Intendant. In den folgenden Jahren trat er mit der Company von Bailey-Grant in Australien und Neuseeland in eigenen Melodramen und Stücken anderer Autoren auf. Er überzeugte Steel Rudd, das Stück The Rudds Family zu schreiben, in dessen Aufführung 1928 er den „Dad“ spielte. Duggan starb 1938 an Herzversagen.